# Ернст фон Льовенщайн-Вертхайм-Фройденберг
Ернст Албан Лудвиг фон Льовенщайн-Вертхайм-Фройденберг (на немски: Ernst Alban Ludwig zu Löwenstein-Wertheim-Freudenberg; * 25 септември 1854, Дрезден; † 20 април 1931, Кройцвертхайм, Бавария) е от 1887 г. 5. княз на Льовенщайн-Вертхайм-Фройденберг и политик. Той е от 1887 до 1918 г. член на Първата камера на Вюртемберг, на Първата камера на Баден, на Първата камера на Бавария и на Хесен. Президент е на „Съюза на германските племенни господари“, 1914 – 1918 г. етапенкомандир в Колмар и от 1887 г. шеф на фамилията фон Льовенщайн-Вертхайм-Фройденберг.

## Живот
Той е най-големият син на 4. княз Вилхелм Паул Лудвиг фон Льовенщайн-Вертхайм-Фройденберг (1817 – 1887) и първата му съпруга графиня Олга Клара фон Шьонбург-Фордерглаухау (1831 – 1868), дъщеря на граф Карл Хайнрих Албан фон Шьонбург-Глаухау (1804 – 1864) и графиня Кристиана Мария Амалия фон Женисон-Валворт (1806 – 1880). Потомък е на курфюрст Фридрих I Победоносни от Пфалц (1425 – 1476) от род Вителсбахи. Баща му се жени втори път 1870 г. в Париж за Берта Хаген, фрайфрау фон Грюнау (1845 – 1895).
Ернст се жени на 17 юни 1886 г. в Путбус за графиня Ванда Августа фон Вилих и Лотум (* 2 декември 1867, Берлин; † 10 март 1930, Кройцвертхайм), дъщеря на имперски граф и княз (1861) Вилхелм Карл Густав Малте (1833 – 1907) и фрайин Ванда Мария фон Велтхайм-Бартенслебен (1837 – 1867). Бракът е бездетен.
Ернст умира бездетен на 76 години на 20 април 1931 г. в Кройцвертхайм в Бавария.
- Дворец Кройцвертхайм
- Дворец Путбус